# 商业中心站 (莫斯科中央环线)
莫斯科城站（羅馬化：Delovoy Tsentr）是莫斯科地鐵莫斯科中央環線的一個車站，2016年9月啟用。

## 名稱
站名來自鄰近的莫斯科國際商業中心，也稱莫斯科城。站名原本計劃名為城市，但在路線啟用前就已經改名為商業中心。2024年3月31日更名为莫斯科城站。

## 圖片

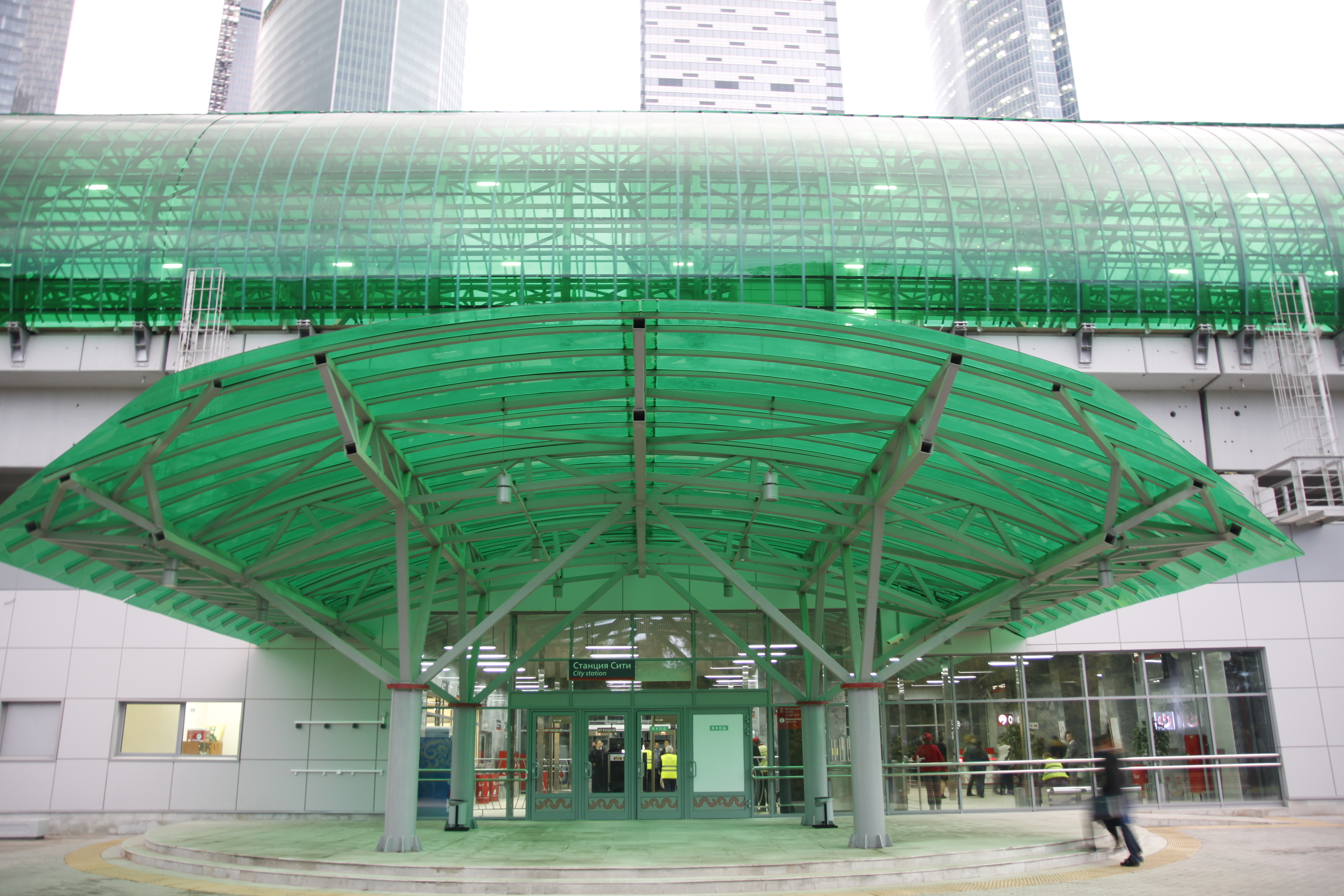
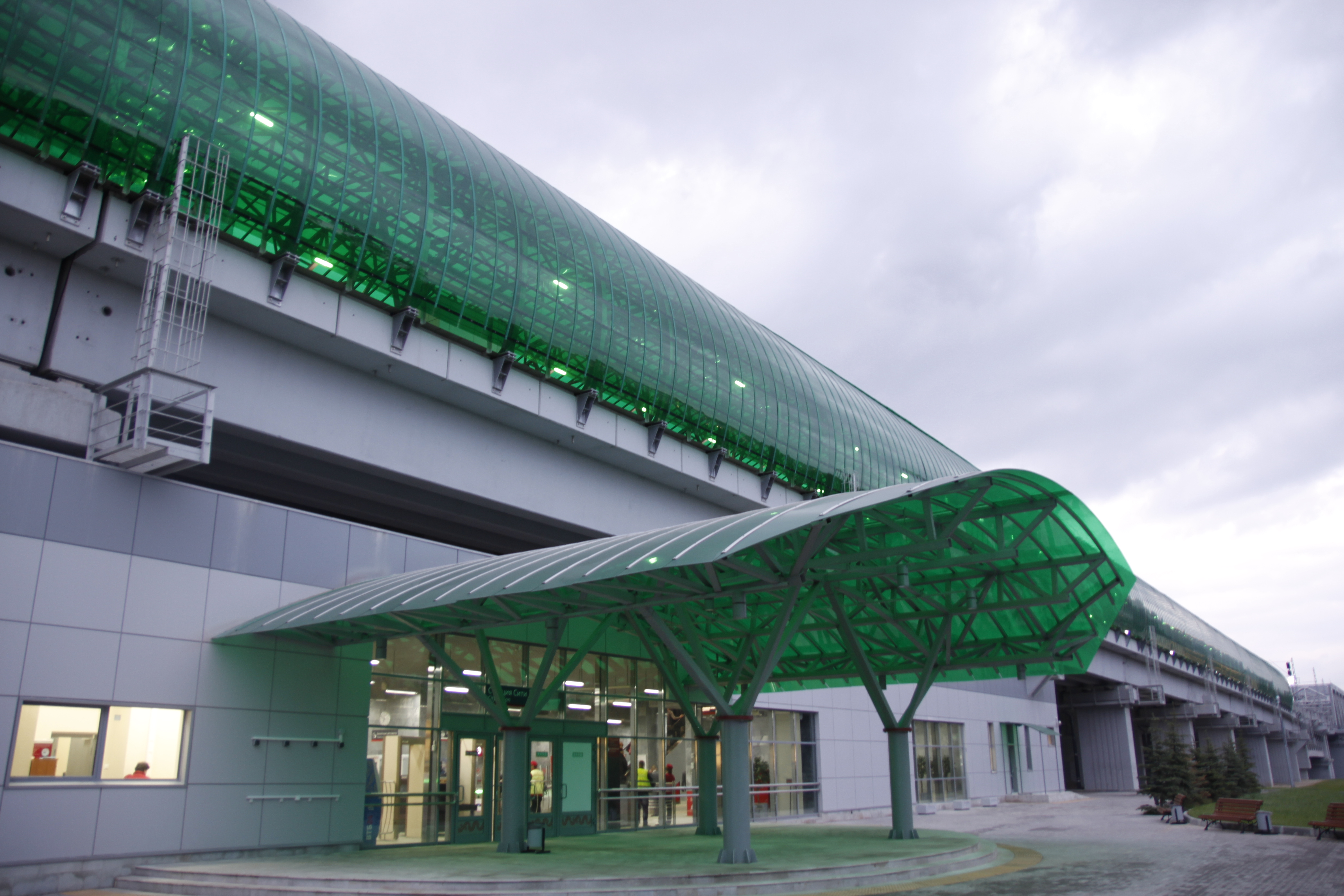
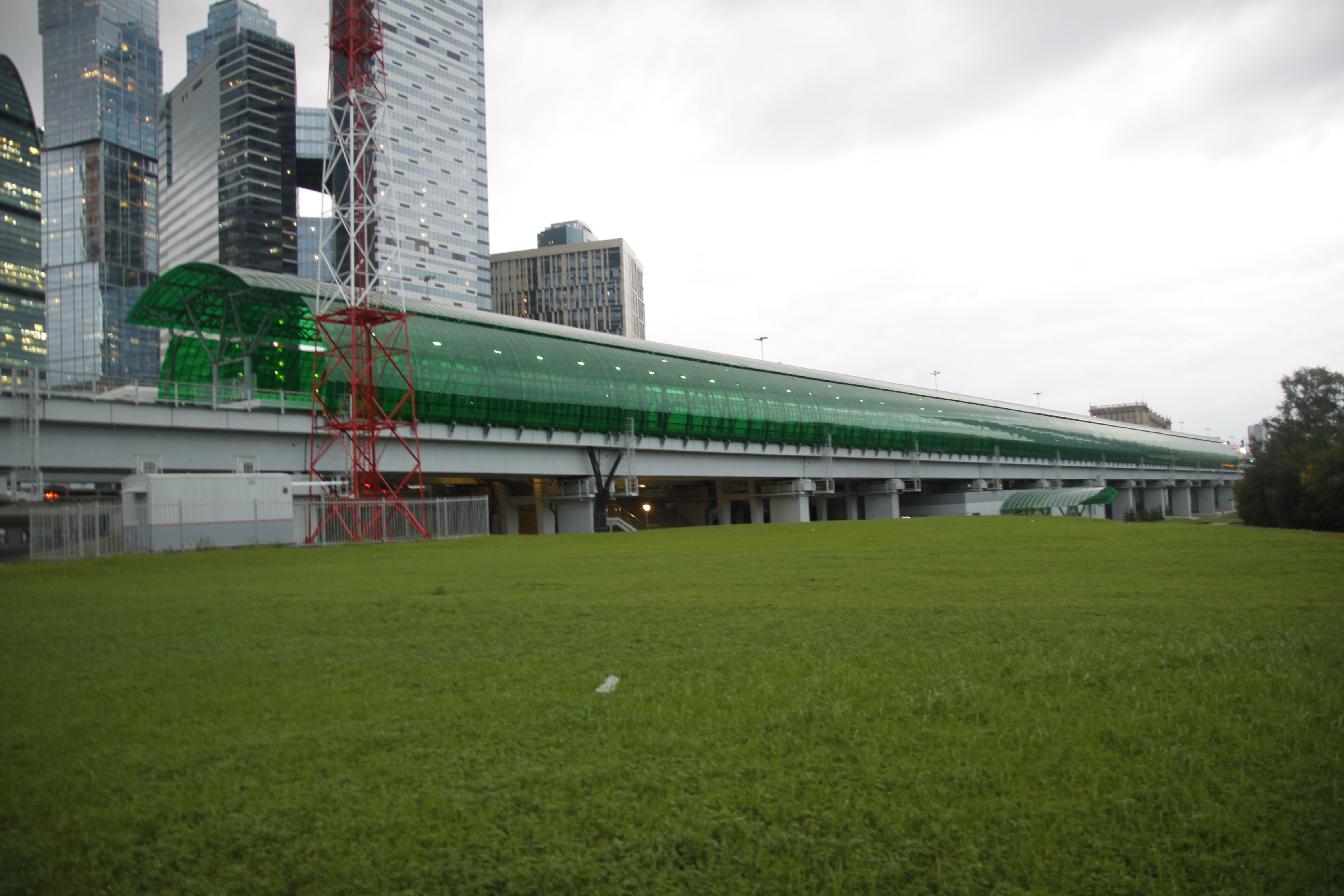

## 轉乘
車站提供出站轉乘菲利線的莫斯科城站

## 外部連結
- mkzd.ru